# Sfântu Ilie, Suceava
Sfântu Ilie (în germană St. Illie) este un sat în comuna Șcheia din județul Suceava, Bucovina, România. Se află in imediata vecinătate a orașului Suceava.
Satul s-a dezvoltat în jurul bisericii închinate Sfântului Ilie Tezviteanul, ctitorită ca mănăstire în 1488 de Ștefan cel Mare.

## Recensământul din 2021
Conform recensământului realizat la nivel național în 2021, populația totală a satului Sfântu Ilie este de 6.270 de locuitori. 
Dintre aceștia 3.030 sunt de sex masculin și 3.240 persoane de sex feminin.

## Recensământul din 1930
Componența etnică a satului Sfântu Ilie
     Români (88,1%)
     Germani (3%)
     Ruși (5,2%)
     Ruteni (0,65%)
     Polonezi (2,05%)
     Evrei (1%)
Componența confesională a satului Sfântu Ilie
     Ortodocși (89,1%)
     Greco-catolici (4%)
     Evanghelici\Luterani (2,09%)
     Romano-catolici (3,15%)
     Mozaici (1%)
     Fără religie (0,66%)
Conform recensământului efectuat în 1930, populația satului Sfântu Ilie se ridica la 2243 locuitori. Majoritatea locuitorilor erau români (88,1%), cu o minoritate de germani (3,0%), una de ruși (5,2%), una de ruteni (0,65%), una de polonezi (2,05%) și una de evrei (1,0%) Din punct de vedere confesional, majoritatea locuitorilor erau ortodocși (89,1%), dar existau și minorități de greco-catolici (4,0%), evanghelici\luterani (2,09%), romano-catolici (3,15%), mozaici (1,0%), iar 0,66% nu aveau nicio religie.

## Obiective turistice
- Biserica Sfântul Ilie din Sfântu Ilie - ctitorită în 1488 de domnitorul Ștefan cel Mare

1. ↑  „Populație Sfântu Ilie, Comuna Șcheia, Județul Suceava - Populația.ro”. 5 decembrie 2023. Accesat în 30 aprilie 2025.